# Alexander Jurjewitsch Judin
Alexander Jurjewitsch Judin (russisch Александр Юрьевич Юдин; * 26. Oktober 1949 in Termiz, Usbekische SSR; † 1986) war ein sowjetischer Radrennfahrer und nationaler Meister im Radsport.

## Sportliche Laufbahn
Judin war Bahnradsportler und bestritt auch Straßenradsport. Insgesamt wurde er sieben Mal nationaler Meister in verschiedenen Bahn- und Straßenradsportdisziplinen. 1972 und 1973 gewann er den Titel in der Mannschaftsverfolgung. Bei den Olympischen Sommerspielen in München 1972 wurde der sowjetische Bahnvierer mit Wiktar Bykau, Wladimir Kusnezow, Anatoli Stepanenko und Aleksander Judin auf dem 5. Platz klassiert. 
1973 wurde Judin  Zweiter der Algerien-Rundfahrt. Im Circuit de la Sarthe gewann er eine Etappe. 1974 kam er in der Marokko-Rundfahrt auf den 2. Platz hinter Andris Jacobson und gewann drei Etappen. 1975 holte er einen Etappensieg im Ruban Granitier Breton. In der Algerien-Rundfahrt wurde er Dritter und gewann acht Etappen, davon drei in Serie. Die Internationale Friedensfahrt bestritt er zweimal. 1973 kam er nicht ins Ziel, 1975 wurde er 26. Judin starb 1986 bei einem Verkehrsunfall, als er mit seinem Rennrad mit einem Auto kollidierte. In Taschkent, wo er lange lebte, wird zu seinen Ehren ein Radrennen veranstaltet.